# Уолмсли, Иэн
Иэн Уолмсли (англ. Ian Alexander Walmsley, род. 13 января 1960) — проректор Имперского колледжа Лондона, где он также является заведующим кафедрой экспериментальной физики. Ранее он был проректором по исследованиям и профессором экспериментальной физики Гука в Оксфордском университете и научным сотрудником в колледже Святого Хью в Оксфорде. Он также является директором центра NQIT (Сетевые квантовые информационные технологии) в рамках Национальной программы квантовых технологий Великобритании, которую возглавляет Оксфордский университет. Он также является членом Института физики, Американского физического общества и Оптического общества Америки.
Уолмсли получил образование в Имперском колледже Лондона и Институте оптики Рочестерского университета. Он получил Премию Джозефа Ф. Кейтли за достижения в области измерительной науки в 2011 году и был избран членом Королевского общества в 2012 году за вклад в квантовую оптику и сверхбыструю оптику, включая разработку спектрально-фазовой интерферометрии для метода прямой реконструкции электрического поля (SPIDER).
В марте 2018 года было объявлено, что Уолмсли был назначен ректором Имперского колледжа Лондона, сменив Джеймса Стирлинга 1 сентября 2018 года.
В октябре 2019 года Уолмсли стал соучредителем ORCA Computing, чтобы заняться квантовыми вычислениями в оптическом волокне с использованием квантовой памяти.